# ソロ・バラパン駅
ソロ・バラパン駅（ソロ・バラパンえき、インドネシア語：Stasiun Solo Balapan、ジャワ語：  ꦱꦼꦠꦠ꧀ꦱꦶꦪꦸꦤ꧀ꦱꦭꦧꦭꦥꦤ꧀、Sêtatsiyun Sålåbalapan)は、インドネシアの中部ジャワ州スラカルタ(ソロ)にある駅である。スマラン・フォルステンランデン線とソロ・バラパン・ウォノクロモ線の駅であり、中部ジャワ州とスラカルタで最大の主要駅である。

## 歴史
ソロ・バラパン駅はインドネシアで最も古い主要駅のスマランNIS駅に次いで開業した駅であり、19世紀のマンクネガラ4世の治世中にオランダ・インド鉄道会社（NIS）によって建設され、マンクヌガラン王宮の領土内に作られた。また、スラカルタ・スナナーテ地区およびシュターツスポールウェーゲン地区の主要駅はソロ・ジェブレス駅となっている。
当駅はマンクヌガラン氏が所有していた馬術施設の跡地に作られ、同氏は代わりにスポーツ施設を建設するためにカスナナン氏からマナハンの土地を譲り受けた。

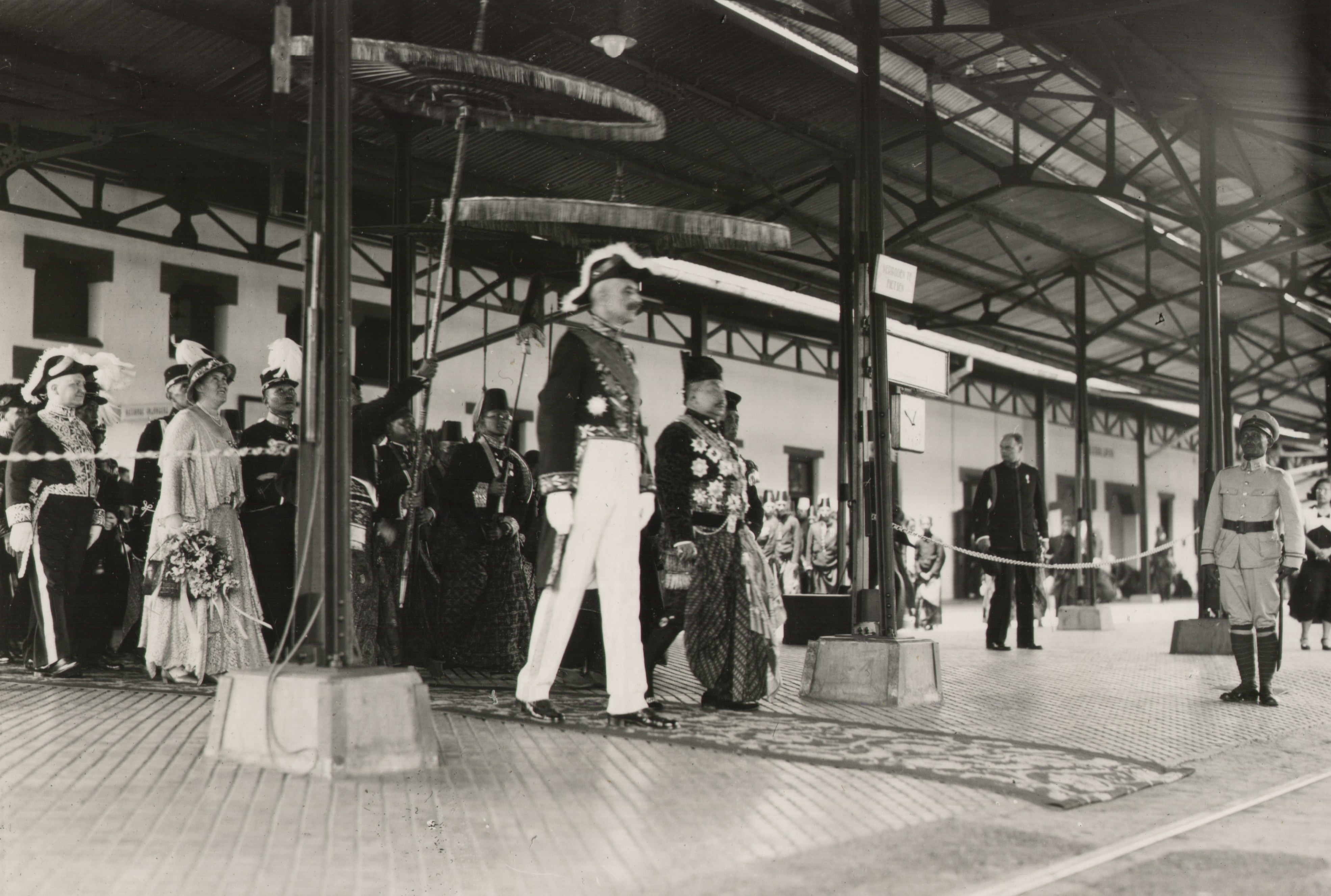
ソロ・バラパン駅にて、マンクネガラ4世に歓迎されるファン・デ・ベーレ男爵

礎石の初設置は1864年に行われ、マンクヌガラ4世が出席しオランダ領東インド総督のファン・デ・ベーレ男爵を招待した式典となった。当駅は1870年2月10日にケドゥンジャティ・グンディ・ソロ線の開通と同時に開業した。計画では1869年9月1日に開通予定だった。セペル・ソロ線は1871年3月27日に開通し、NISによるスマラン～フォルステンランデン、ケドゥンジャティ～アンバラワ間に建設予定であった路線建設は1873年5月21日に完了した。
1927年にはジャワ風建築の3階建ての南口駅舎が建設された。NISによるジョグジャーソロ線に並行してStaatsspoorwegen（SS）が開通する同時期に建造された。南口駅舎の建設は、オランダの著名な建築家であるヘルマン・トーマス・カルステンによって設計された。
1972年にシーメンス社のDrS60信号システムが採用されたバンドン駅に次いで、インドネシアで2番目に電気信号システムを採用した。その後、このシステムは2020年10月にLen Industri社が製造した電気信号システムへ置き換えられた。

## 駅設備
開業当初のソロ・バラパン駅には12番線までのプラットフォームと2つの留置線に分かれていた。南側の留置線は5線があり、4番線は ジョグジャカルタ方面への直通列車、5番線はマディウン方面の列車 、北留置線は7線あり、7番線はスマラン方面へのプラットフォームであった。2007年にソロ・ジョグジャカルタで複線化が完了後の4番線はジョグジャカルタ方面への列車にも使用され、5番線はジョグジャカルタ方面とマディウン方面の路線に使用された。2020年10月7日時点では、ソロ・ジェブレスへの複線化完了後は、4番線はマディウン方面の列車へ使用され、5番線はジョグジャカルタ線及びジョグジャカルタ方面の列車に使用されている。
南側の車両基地は、主に都市間列車とジョグジャカルタ線が在籍する。北側の車両基地は貨物列車とアディソエマルモ空港鉄道線が在籍し、ローカル列車の発着に利用される。線路は北はスマラン方面、東はスラバヤ方面と分岐し、北側の基地には セメントの積み下ろし施設が存在する。
駅東側にはデルタ線があり入換を行うことで編成の向きを反転させることが可能である。デルタ線によってソロ・ジェブレス駅（東）からの列車はソロ・バラパン駅を通過してスマラン方面（北）へ向かうことが可能である。デルタ線の一部には、プルタミナ・ギリンガン燃料貯蔵庫への支線が存在した。ソロ・ジェブレス駅への複線化工事によって完全に撤去されている。また駅西側には、機関車と列車の機関区が存在する。

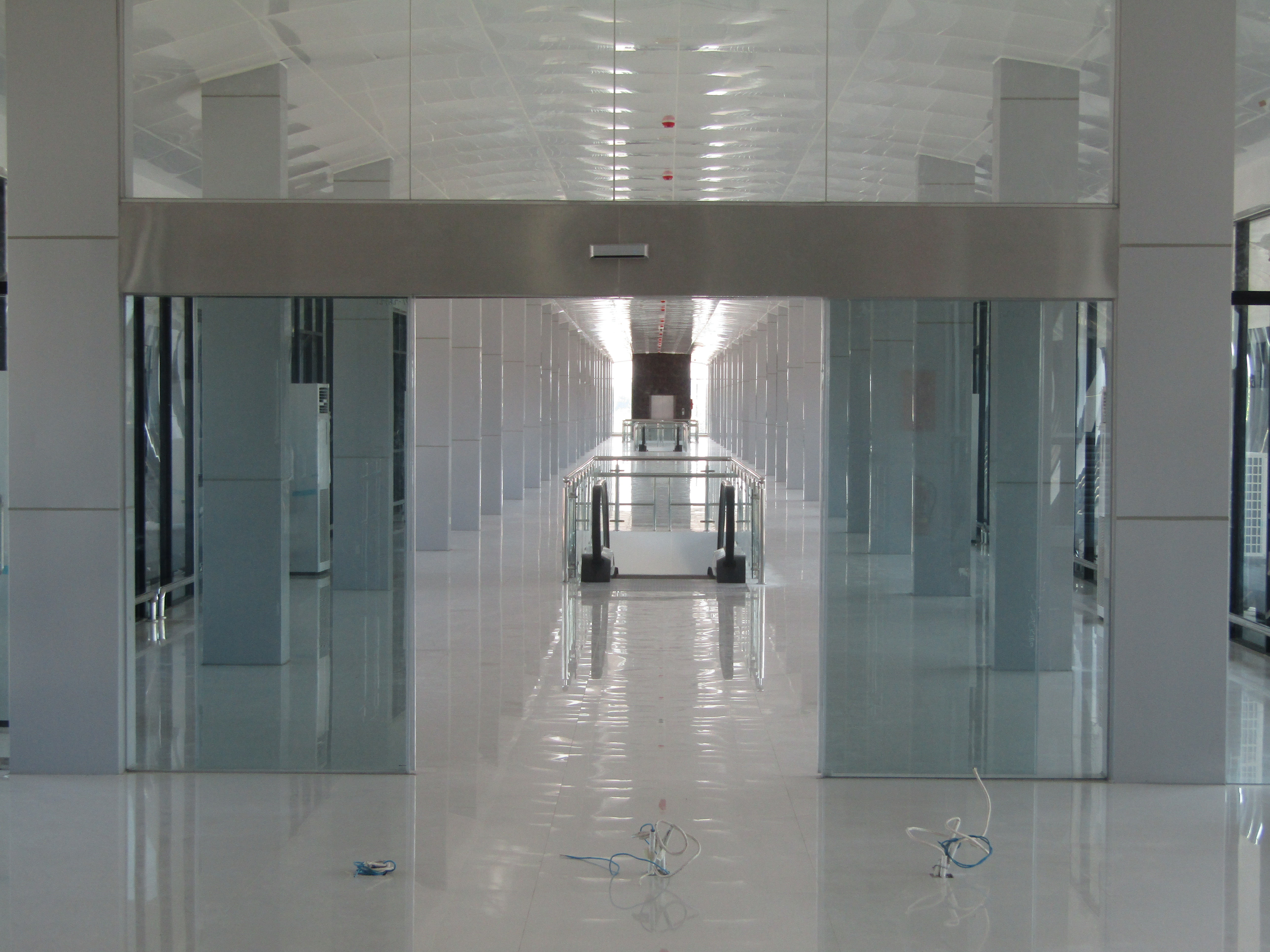
ソロ・バラパン駅の空港鉄道待合室のドア

駅東側にはティルトナディ・バスターミナルに直結する連絡橋があり、列車とバス間での乗換が容易であることから複合的な交通手段として機能している。
アディスマルモ国際空港への線路が開業した後、駅北側のプラットフォームが改修された。旧9番線は取り壊され、待合室とプラットフォームの両方の機能を持つ建物が建設された。空港列車用の建物は2階建てで、延べ面積は200平方メートル、200人の乗客を収容でき、既存の連絡橋に接続される。2019年12月29日、空港への線路が完成したことを受け、空港列車待合室は正式に全面的に運用を開始しました。
ジョグジャカルタ線の電化プロジェクトによって、駅構内西側付近に新たに留置線が設置された。当駅の配線も見直されホームの拡張のため旧3番線は解体され、当駅のホーム数は10番線となり留置用に4線が建設された。現在の電化区間は東（パルール駅）まで延伸されている。
インドネシア鉄道会社(PT KAI)は、2022年9月28日から顔認証を取り入れた改札システムをバンドン駅の都市間列車にて試験導入した。その後、2023年7月10日にはソロ・バラパン駅が他のジャワ島の9つの主要駅（マラン、ジョグジャカルタ、スラバヤ・グベン、スラバヤ・パサルトゥリ、マディウン、スマラン・タワン、プロウォケルト、チルボン、ガンビル）と共に顔認証システムが導入された。

### のりば
| 番線       | 路線                                       | 方向  | 行先                                    | 備考                         |
| ---------- | ------------------------------------------ | ----- | --------------------------------------- | ---------------------------- |
| 10         | 留置線                                     | N/A   | N/A                                     |                              |
| 9          | 留置線                                     | N/A   | N/A                                     |                              |
| 8          | アディスマルモ国際空港線                   | 西    | クラテン方面                            |                              |
| 7          | アディスマルモ国際空港線                   | 東    | アディスマルモ国際空港方面              |                              |
| 6          | 都市間列車                                 | 西    | ソロ・ジェブレス駅 ジョグジャカルタ方面 |                              |
| 5          | ジョグジャカルタ線 都市間列車 ローカル列車 | 西    | ソロ・ジェブレス駅 ジョグジャカルタ方面 | ローカル列車はグンティ駅経由 |
| 中央駅ビル |                                            |       |                                         |                              |
| 4          | ジョグジャカルタ線                         | 西/東 | ジョグジャカルタ、パルール方面          |                              |
| 3          | 都市間列車                                 | 東    | マディウン方面                          |                              |
| 2          | 都市間列車                                 | 西/東 |                                         |                              |
| 1          | 都市間列車                                 | 西    |                                         |                              |
| G          | 都市間列車                                 | 西/東 |                                         | 始発列車のみ                 |

### 停車する列車
エグゼクティブ列車
- アルゴ・ウィリス（インドネシア語版）
- アルゴ・ラウ（インドネシア語版）
- アルゴ・ドウィパンガ（インドネシア語版）
- ガジャヤナ（インドネシア語版）
- ビマ（インドネシア語版）
- トゥランガ（インドネシア語版）

座席等級混合列車
- ファジャ・ウタマ・ジョグジャ（インドネシア語版）
- セジャ・ウタマ・ジョグジャ（インドネシア語版）
- ロダヤ（インドネシア語版）
- サンチャカ（インドネシア語版）
- バングンカルタ（インドネシア語版）
- マラバール（インドネシア語版）
- ケルタネガラ（インドネシア語版）
- マリオボロ・エクスプレス（インドネシア語版）
- ランガジャティ（インドネシア語版）
- サンチャカ・ウタマ（インドネシア語版）

プレミアム列車
- ジャヤカルタ・プレミアム（インドネシア語版）

エコノミー列車
- ジョグロセマルト

通勤列車・空港鉄道
- アディスマルモ国際空港線
- ジョグジャカルタ線

### 発車メロディ
ソロ・バラパン駅では、ゲサン・ マルトハルトノが作曲した「ベンガワン・ソロ」のアレンジ曲が発車メロディとして導入されている。YouTuberであるアルディエスワラ・ミュージックが編曲しており、列車が到着すると同時に流される。さらにスラカルタ市文化観光局との協力により当駅で停車中の列車内では、エンドロウ・ウィボウォ氏による観光プロモーションソングの「Go Go Kota Solo」が流れる。

## 駅周辺

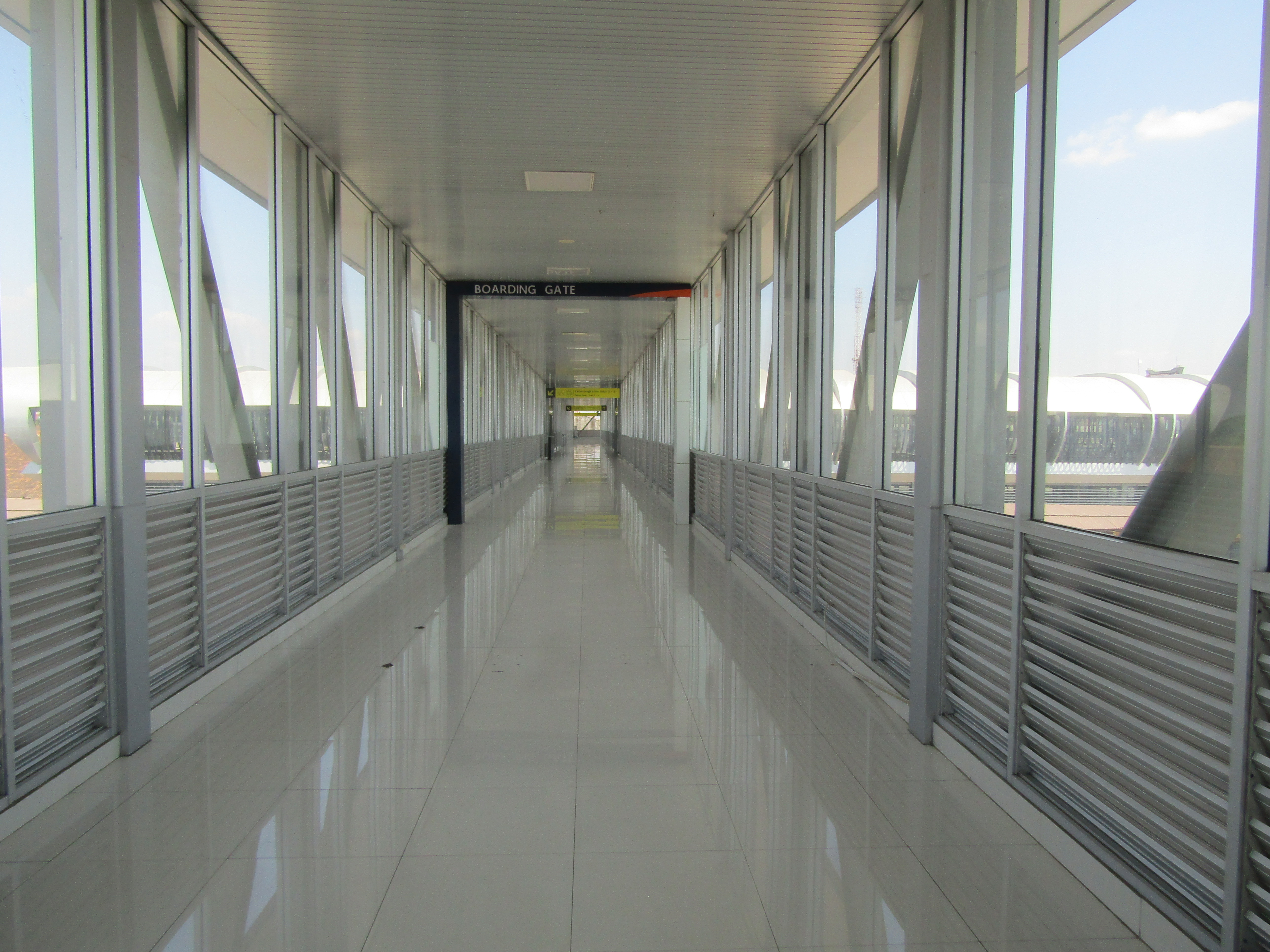
ソロ・バラパン駅とティルトナディ・バスターミナルを結ぶ、スカイブリッジ

バティック・ソロ・トランスのバラパン停留所は、駅の近くにあり、コリドー2と、コリドー6が停車する。駅の東側には駅とティルトナディ・バスターミナルを直結するスカイブリッジ（連絡橋）があり、乗客が電車からバスへ乗り換えするのが容易になっている。ティルトナディ・バスターミナルは現在、ジャワ島とスマトラ島各地への都市間バス、およびバティック・ソロ・トランスのコリドー 4、7FS、11FS とトランス・ジャテン・BRTのコリドーS1を運行している。
| 会社名                       | 路線 | 行き先                                          |
| ---------------------------- | ---- | ----------------------------------------------- |
| バティック・ソロ・トランス   | K2S  | ケルテン・パルル                                |
| バティック・ソロ・トランス   | K6S  | ティルトナディ - ニュー・ソロ                   |
| バティック・ソロ・トランス   | 7FS  | ンギパン・クレワー市場                          |
| トランス・セントラル・ジャワ | 1    | ティルトナディ・バスターミナル – スンベルラワン |

## 大衆文化
この駅は、1990年代にディディ・ケンポットが歌った最も人気のあったチャンプルサリ・ソングにインスピレーションを与えた。駅に関する彼の活動が評価され、インドネシア鉄道会社はインドネシアのバンドグループST12にちなんで、ディディ・ケンポットを正式に「鉄道大使」に任命した。

## 事故
2019年1月11日、スラカルタを襲った大雨と強風により、ティルトナディターミナルとソロバラパン駅を結ぶ連絡橋のガラスパネルの壁と鉄骨の一部が破損した。この事故で死傷者が出なかったが、翌日まで橋は利用者の一時的に使用できなかった。

## ギャラリー

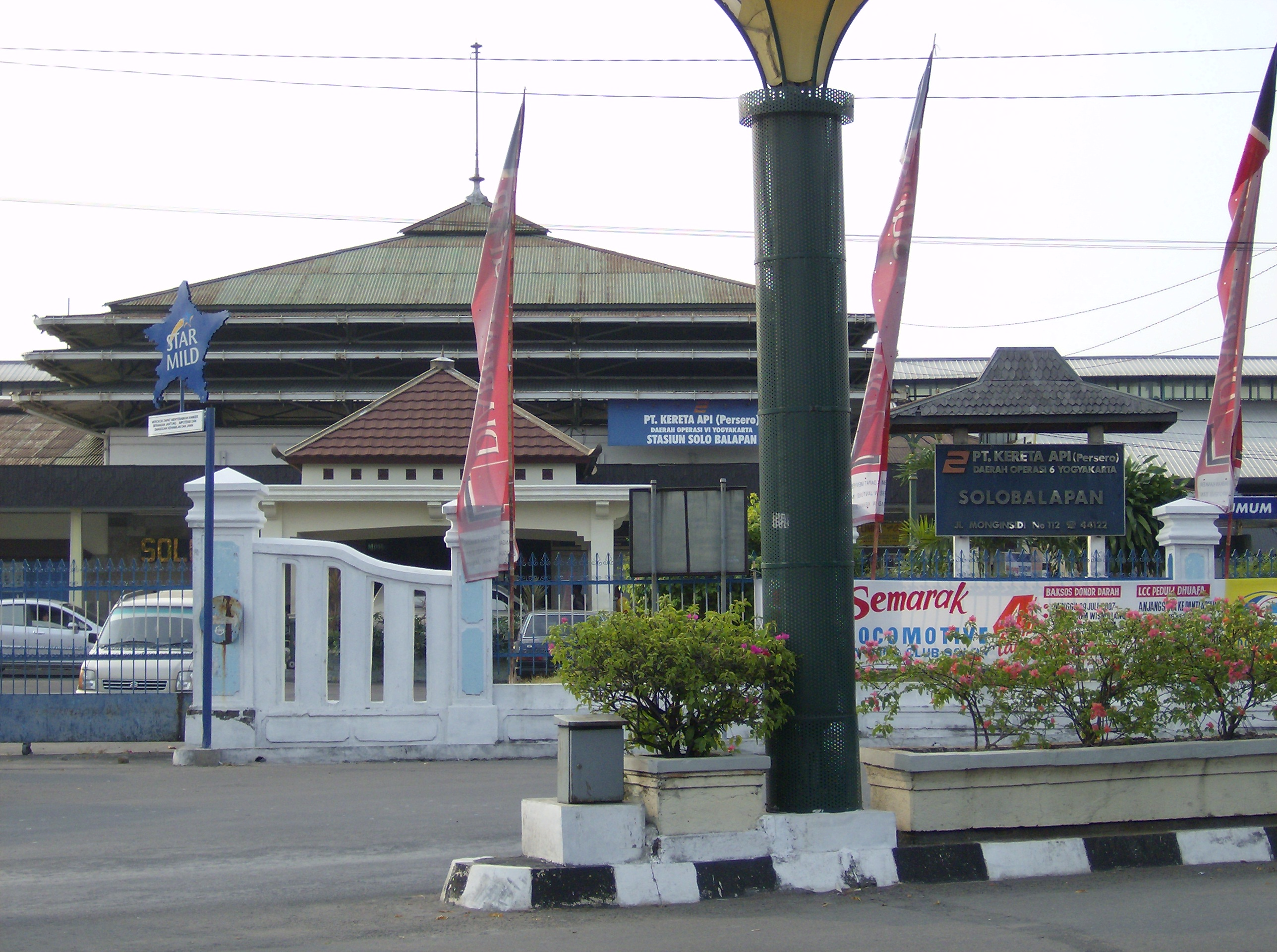
駅の入口ゲート
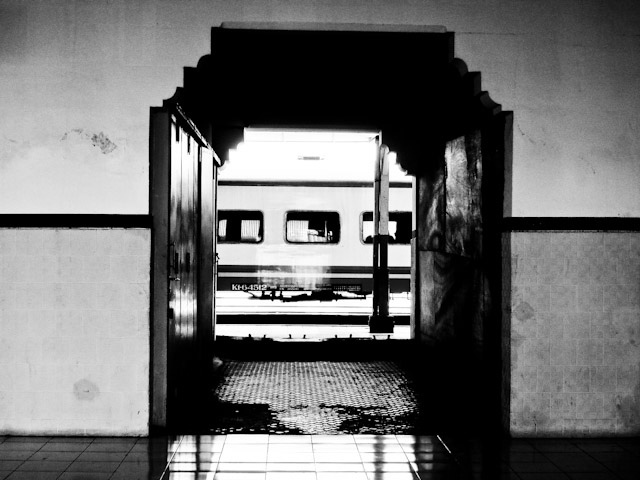
駅の玄関ホール
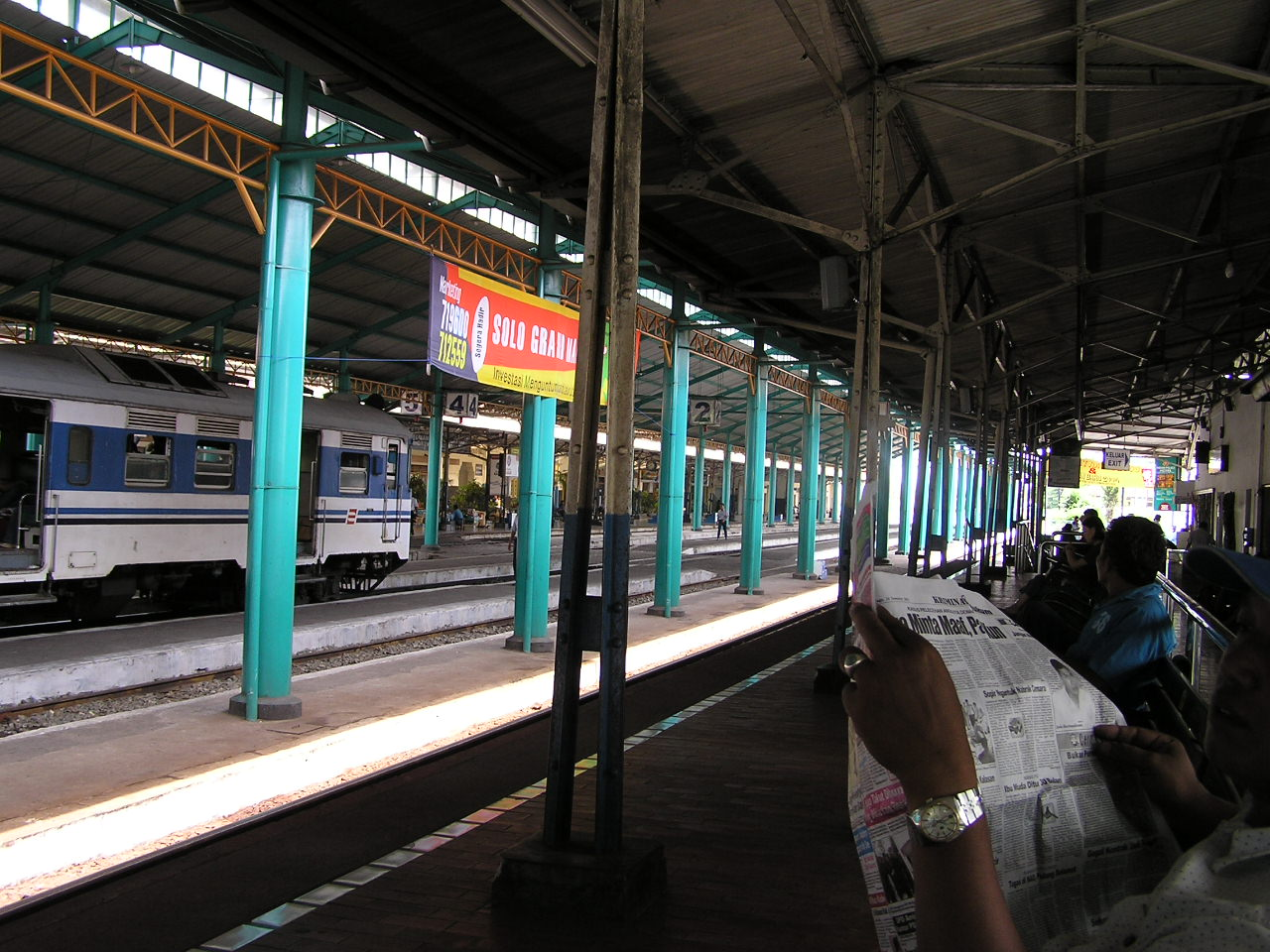
駅の南北を隔てるプラットホームと建物。左側にプランバナンエクスプレスの列車がいる。
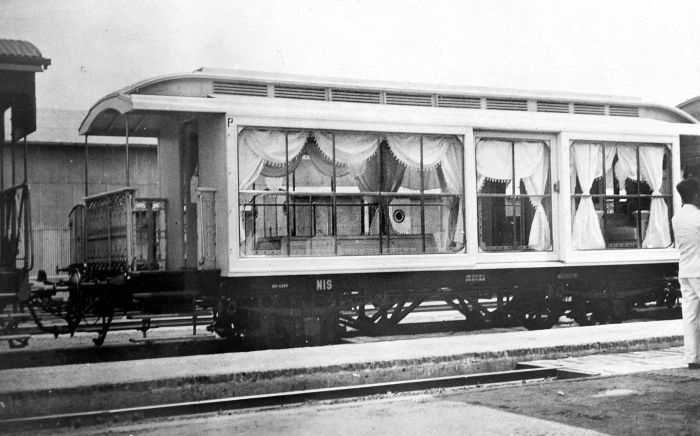
パクブウォノ10世が駅に到着する様子
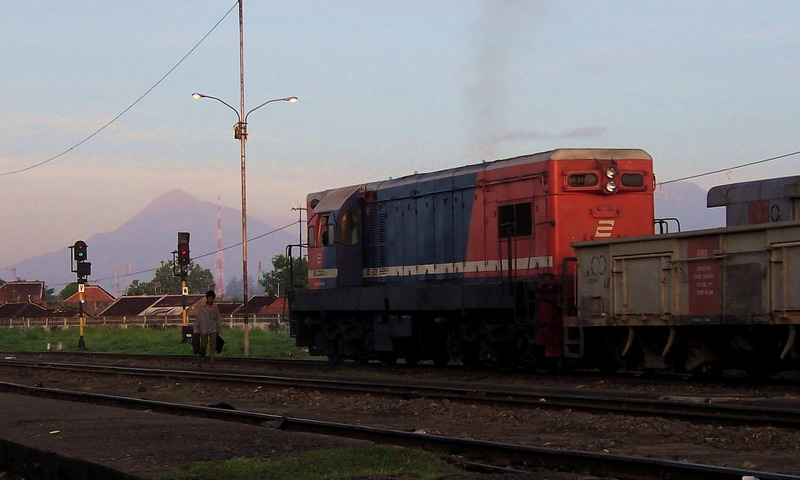
BB200形機関車3号機が出発信号を待っている様子。 背景にメラピ山が見えるが、メルバブ山は機関車に遮られている。
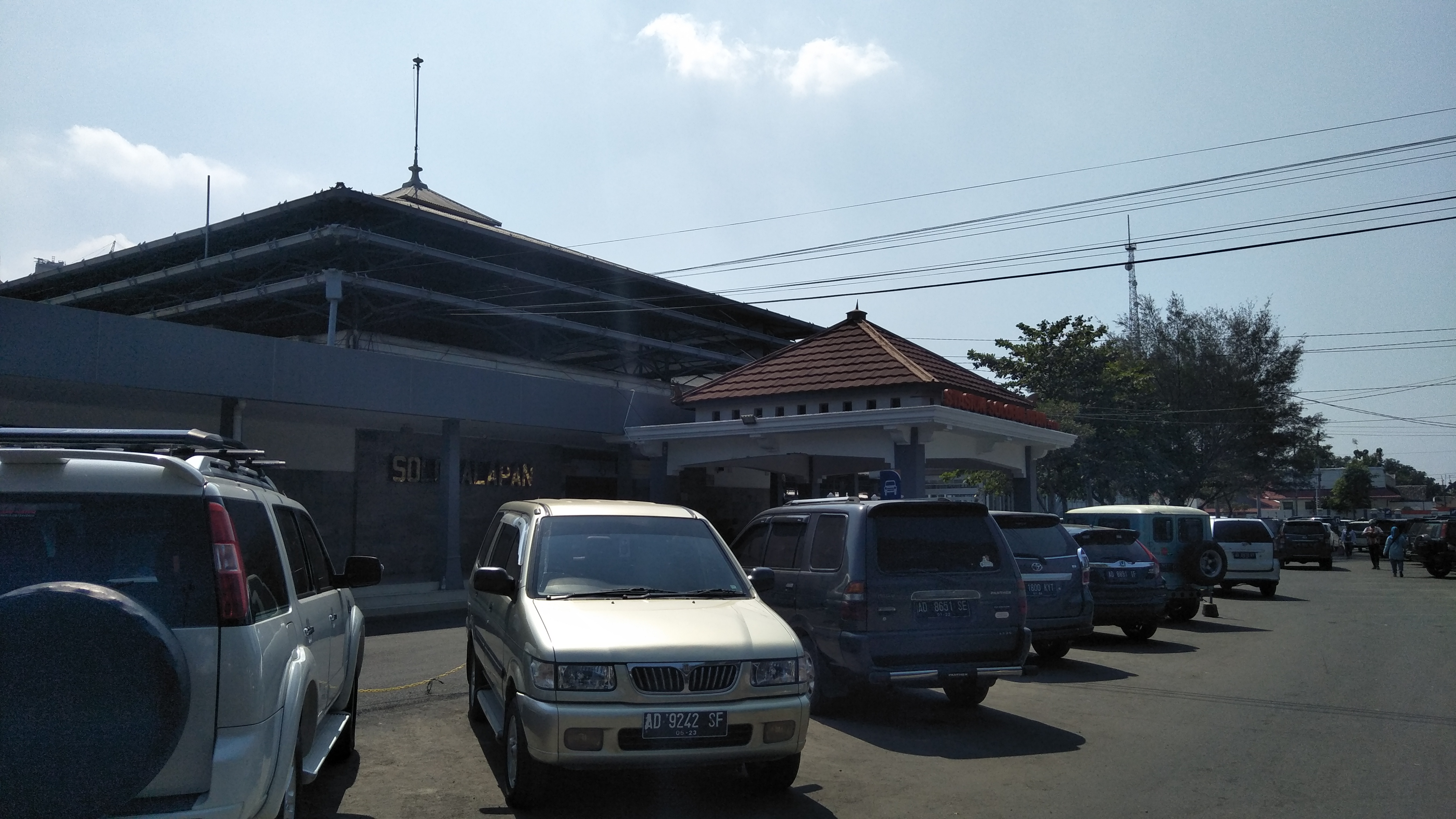
駅の正面と駐車場（2019年）
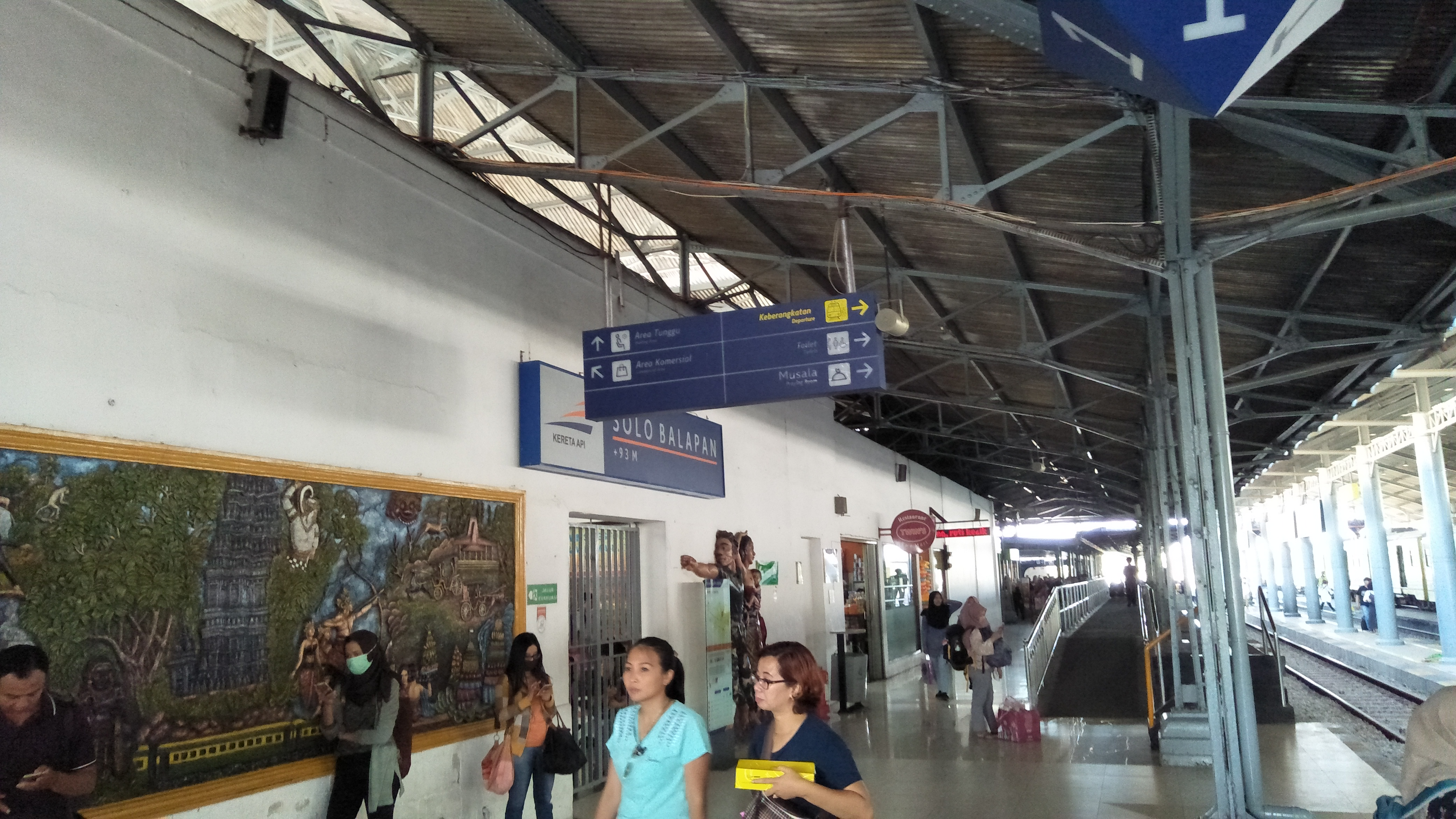
駅の内部